# Thankful
Thankful је дебитантски студијски албум америчке поп певачице Кели Кларксон издат 15. априла 2003. године.
Први сингл са албума је била песма Miss Independent, за други сингл је послужила песма Low, а као финални сингл са овог албума је издата песма The Trouble With Love Is. У плану је било да се објави још два сингла, Just Missed the Train и You Thought Wrong али после неуспеха са другим и трећим синглом отказано је њихово објављивање.
Албум се састоји од 12 песама, а као бонус на албуму се налази видео-спот за песму A Moment Like This. Кларксонова је на овом радила са много текстописаца, е неки од њих су били и Кристина Агилера, Babyface, Џон Реид. Сама Кларксонова је написала 4 песме на свом првенцу а то су The Trouble With Love Is, Miss Independent, You Thought Wrong и Thankful.
Као дебитантски албум, за Кларксонову је овај албум био велики успех. Само у Америци је продат у преко 2,7 милиона примерака . Продат је у платинастом тиражу управо у САД и Канади, а у Аустралији и Јапану у златном тиражу.
Све укупно, у целом свету је продат у преко 4,5 милиона примерака.

## Списак песама
| Бр. | Назив песме                      | Продуцент                | Трајање |
| --- | -------------------------------- | ------------------------ | ------- |
| 1.  | The Trouble with Love Is         | Rogers, Sturken          | 3:41    |
| 2.  | Miss Independent                 | Lawrence                 | 3:34    |
| 3.  | Low                              | Clif Magness             | 3:28    |
| 4.  | Some Kind of Miracle             | Steve Ferrera, Lawerence | 3:38    |
| 5.  | What's Up Lonely                 | Rogers, Struken          | 4:08    |
| 6.  | Just Missed the Train            | Magness                  | 4:10    |
| 7.  | Beautiful Disaster               | Wilder                   | 4:10    |
| 8.  | You Thought Wrong                | The Underdogs and Face   | 3:49    |
| 9.  | Thankful                         | The Underdogs and Face   | 3:00    |
| 10. | Anytime                          | Biancaniello, Wattes     | 4:05    |
| 11. | A Moment Like This (микс)        | Ferrera, Steve Mac       | 3:48    |
| 12. | Before Your Love (микс)          | Child, Dennis            | 3:59    |
| 13. | A Moment Like This (бонус видео) |                          | 3:46    |

## Топ листе и Сертификације

### Топ листе
је дебитовао на 1. месту Америчке топ-листе албума Billboard 200 са продатих 297.000 копија у првој недељи. На добру продају албума је утицала и слушаност првог сингла, Miss Independent. Такође, Кларксонова је и промовисала неколико пута у Америчком идолу свој нови албум што је и те како имало утицаја. За само 6 недеља албум је у продаји прешао границу од милион продатих копија. До данас, албум се продао у скоро 3 милиона примерака у Америци (2,745,000). 
| Држава               | Највиша позиција |
| -------------------- | ---------------- |
| Аустралија           | 33               |
| Канада               | 5                |
| Немачка              | 83               |
| Ирска                | 46               |
| Јапан                | 19               |
| Норвешка             | 12               |
| Уједињено Краљевство | 41               |
| САД                  | 1                |

### Сертификације и продаја
| Држава     | Сертификација | Продаја   |
| ---------- | ------------- | --------- |
| Аустралија | Златан        | 35,000    |
| Канада     | Платинаст     | 100,000   |
| Јапан      | Златан        | 100,000   |
| САД        | 2x Платинаст  | 2,745,000 |
| Свет       | -             | 4,500,000 |